# آدام لاکوود
آدام لاکوود (انگلیسی: Adam Lockwood؛ زادهٔ ۲۶ اکتبر ۱۹۸۱) بازیکن فوتبال اهل بریتانیا است.
از باشگاه‌هایی که در آن بازی کرده‌است می‌توان به باشگاه فوتبال میدنهد یونایتد، باشگاه فوتبال دونکستر راورز، باشگاه فوتبال لیدز یونایتد، باشگاه فوتبال اولدهام اتلتیک، باشگاه فوتبال یئوویل تاون، باشگاه فوتبال تورکی یونایتد، باشگاه فوتبال بری، باشگاه فوتبال ردینگ، باشگاه فوتبال فارست گرین راورز، و باشگاه فوتبال گایزلی اشاره کرد.